# Pavlo Cheremeta
Pavlo Mykhaylovych Cheremeta, né le 23 mai 1971, est un économiste et homme politique ukrainien,.